# Ichertswil
Ichertswil est une localité et une ancienne commune suisse du canton de Soleure, située dans le district de Bucheggberg.

## Histoire
Au Moyen Âge, le village fait partie du landgraviat de Bourgogne (de) avant de devenir une propriété des Habsbourg, puis des comtes de Buchegg. En 1931, il est acquis par la ville de Soleure.
En 1960 la commune a fusionné avec sa voisine de Lüterkofen pour former la nouvelle commune de Lüterkofen-Ichertswil.